# Stenelmis hayashii
Stenelmis hayashii is een keversoort uit de familie beekkevers (Elmidae). De wetenschappelijke naam van de soort werd in 1999 gepubliceerd door Satô.